# Алвар
Алвар е вид среда за местообитание на биологични видове (биотоп), върху варовикова основа с тънка или никаква почва и поради това покрити с рядка тревиста растителност. Често наводнявани през пролетта и подложени на суша в средата на лятото, алварите поддържат специфична група от растителност подобна на прерийната. Условията за живот в алвара са относително сурови, което е причина за наличие на рядка растителност и относително специализирана фауна. Терминът алвар може да се използва и за означаване на почвата от този тип биотопи. Най-широко разпространени растения са предимно дребни видове, например лишеи, мъхове и ниски треви. Храстите и дърветата почти отсъстват от алваровия биотоп, но се срещат и изключения. Големи територии алвар се сращат в южна Швеция, северозападна Естония, около Големите езера в Мичиган, Ню Йорк и Охайо в САЩ, както и в Онтарио и Квебек в Канада. Алварът представлява много малка част от световната екосистема.
Произходът на думата алвар е от означаването на вида естествена среда, най-често типична за Скандинавия. Най-големият алвар се намира на шведския остров Йоланд и се означава като „Стура Алварет“ (буквално „Големият алвар“). На това място почвения слой е между половин до два сантиметра, в повечето случаи върху варовикова и песъклива скала . Тази шведска област е част от по-голям регион, включен в списъка на световното културно и природно наследство на ЮНЕСКО под името „Аграрен район на Южен Йоланд“.